# Tuanpai
Il Tuanpai (團派T, 团派S, TuánpàiP, lett. "fazione della lega") o gruppo Tuanpai è una corrente politica del Partito Comunista Cinese. Essa raccoglie i membri assurti alla dirigenza della Lega della Gioventù Comunista Cinese in tempi diversi e che attraverso tale organizzazione hanno conquistato ruoli fondamentali nel partito e nel paese o sono giunti alla guida del governo della Repubblica popolare cinese. Membri influenti del gruppo sono Hu Jintao, ex-Presidente della Repubblica, Wen Jiabao e Li Keqiang, entrambi ex-Primi ministri cinesi, negli anni ottanta tutti ai vertici della Lega.
Tale gruppo-fazione, che riunisce uomini con comunanza di origini ma non di studi (dal momento che i diversi componenti rivelano una formazione non omogenea, ottenuta presso università diverse), a differenza del gruppo di Shanghai, è assurto a ruolo di comando a partire dalla quarta generazione di leader, attualmente al potere in Cina.
Il Tuanpai è primo per importanza rispetto all'omologo gruppo di Shanghai, dal quale si distingue per una formazione più politica, più attenta alle ragioni del consenso e meno legata agli ambienti della finanza internazionale e ad un'impronta liberoscambista.
Il gruppo ha acquisito sempre più potere negli ultimi anni tanto che i governatori delle province provenienti dalle file della Lega della gioventù sono passati da soli cinque nel 2002 a ventisette nel 2007. Esso inoltre controlla diversi ministeri.